# Deze
Deze (chinesisch 德泽乡, Pinyin Dézé Xiāng) ist eine Gemeinde im Stadtbezirk Zhanyi der bezirksfreien Stadt Qujing in der Provinz Yunnan der Volksrepublik China. Der Gemeindecode ist 530328205. Die Fläche beträgt 158,1 Quadratkilometer und die Einwohnerzahl 17.529 (Stand: Zensus 2020).
Die Gemeinde besteht aus elf Dörfern (Deze, Fuchong, Reshui, Xiaoliushu, Mizhiga, Tanshan, Xiaomiga, Zuoshuichong, Laoguanyun, Houshan und Tanglishu).